# Eyraud-Crempse-Maurens
Eyraud-Crempse-Maurens is een gemeente in het Franse departement Dordogne (regio Nouvelle-Aquitaine). De plaats maakt deel uit van het arrondissement Périgueux. Eyraud-Crempse-Maurens is op 1 januari 2019 ontstaan door de fusie van de gemeenten Maurens, Laveyssière, Saint-Jean-d'Eyraud en Saint-Julien-de-Crempse. De gemeente telde 1.666 inwoners op 1 januari 2022.

## Geografie
De oppervlakte van Eyraud-Crempse-Maurens bedraagt 50,51 km², de bevolkingsdichtheid is 31 inwoners per km² (per 1 januari 2019).
De onderstaande kaart toont de ligging van Eyraud-Crempse-Maurens met de belangrijkste infrastructuur en aangrenzende gemeenten.

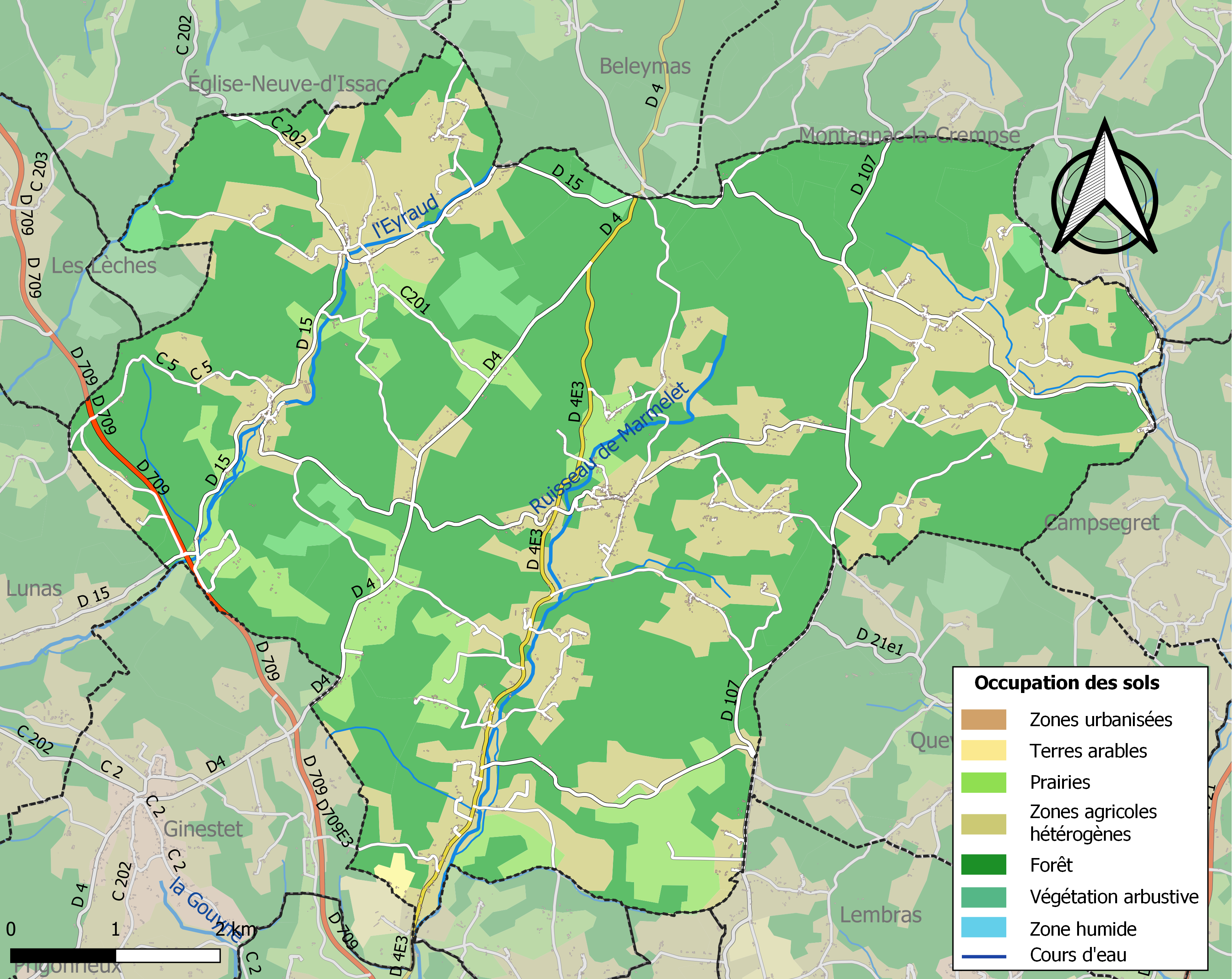